# Огбене, Чидози
Чидози Сомкелечукву Огбене (англ. Chiedozie Somkelechukwu Ogbene; род. 1 мая 1997, Лагос, Лагос) — ирландский футболист, вингер клуба «Ипсвич Таун» и сборной Ирландии.
Огбене родился в Нигерии. В 2005 году он вместе с семьёй переехал в Ирландию.

## Клубная карьера
Огбене начал профессиональную карьеру в клубе «Корк Сити». 30 октября 2015 года в матче против «Богемиан» он дебютировал в ирландской Премьер-лиге. 8 октября 2016 года в поединке против «Голуэй Юнайтед» Чидози забил свой первый гол за «Корк Сити». В этом же году он помог команде завоевать Кубок Ирландии. В начале 2017 года Огбене перешёл в «Лимерик». 24 февраля в матче против «Слайго Роверс» он дебютировал за новую команду. 15 апреля в поединке против «Дроэда Юнайтед» Чидози забил свой первый гол за «Лимерик». 
В начале 2018 года Огбене перешёл в английский «Брентфорд», подписав контракт на 3,5 года. 10 апреля в матче против «Ноттингем Форест» он дебютировал в Чемпионшипе. Летом того же года Огбене был арендован «Эксетер Сити». 1 сентября в матче против «Линкольн Сити» он дебютировал во Второй лиге Англии. По окончании аренды он вернулся в Брентфорд.
Летом 2019 года Огбене перешёл в «Ротерем Юнайтед», подписав контракт на 3 года. 31 августа в матче против «Транмир Роверс» он дебютировал в Первой лиге Англии. 18 января 2020 года в поединке против «Бристоль Роверс» Чидози забил свой первый гол за «Ротерем Юнайтед». В 2020 и 2022 годах он дважды помог клубу выходить в Чемпионшип. 

## Карьера в сборной
8 июня 2021 года в товарищеском матче против сборной Венгрии Огбене дебютировал за сборную Ирландии. 9 октября в отборочном матче чемпионата мира 2022 против сборной Азербайджана он забил свой первый гол за национальную команду.

### Голы за сборную Ирландии
| # | Дата           | Место                                            | Противник   | Счёт | Результат | Соревнование                     |
| - | -------------- | ------------------------------------------------ | ----------- | ---- | --------- | -------------------------------- |
| 1 | 9 октября 2021 | Бакинский олимпийский стадион, Баку, Азербайджан | Азербайджан | 0:3  | 0:3       | Чемпионат мира 2022 квалификация |
| 2 | 14 ноября 2021 | Стадион Люксембурга, Люксембург, Люксембург      | Люксембург  | 0:2  | 0:3       | Чемпионат мира 2022 квалификация |
| 3 | 26 марта 2022  | Авива, Дублин, Ирландия                          | Бельгия     | 1:1  | 2:2       | Товарищеский матч                |

## Достижения
Клубные
«Корк Сити»
- Обладатель Кубка Ирландии: 2016